# Gmina Lerum
Gmina Lerum (szw. Lerums kommun) – gmina w Szwecji, w regionie Västra Götaland, z siedzibą w Lerum.
Pod względem zaludnienia Lerum jest 66. gminą w Szwecji. Zamieszkuje ją 36 224 osób, z czego 50,28% to kobiety (18 215) i 49,72% to mężczyźni (18 009). W gminie zameldowanych jest 1220 cudzoziemców. Na każdy kilometr kwadratowy przypada 140,4 mieszkańca. Pod względem wielkości gmina zajmuje 235. miejsce.